# ウバイド文化

ウバイド文化の範囲

ウバイド文化（ウバイドぶんか、Ubaid culture, 紀元前6500年ごろ - 紀元前3500年ごろ）はメソポタミアに誕生した先史文化。イラク南部ジーカール県のウル遺跡の西6キロメートルにあるテル・アル＝ウバイド（al-`Ubaid, العبيد）という遺丘（テル）で発見された、新石器時代から銅器時代の遺跡が、この文化を代表する。この文化はメソポタミア南部の沖積平野での最古の文化で、紀元前6500年ごろからメソポタミアに広がり始め、紀元前4000年ごろから始まるウルク文化へと引き継がれた。ただし、ウルク文化のようなシュメール文化との関連がみられるといっても、ウバイド文化の担い手とシュメール人との関連性は不明である。灌漑農業の導入による農業の飛躍的発展、車輪の導入、銅器時代などがウバイド期に始まっている。

## 時系列
ウバイド文化は3つから4つの時期に分けることができる。
ウバイド1期、またはこの時期の遺跡の発見地にちなんでエリドゥ期（紀元前5300年 - 紀元前4700年）は、文化の広がる範囲はまだイラク南部の、当時のペルシア湾の海岸線付近にのみ限定されている。この時期は北のサーマッラー周辺の銅器時代サマラ文化と強い繋がりを持ち、年平均降水量120mmの限界線よりも南の乾燥地帯に最初の恒久的な集落が築かれた例となっている。
ウバイド2期、または標式遺跡にちなんでハッジ・ムハンマド期（紀元前4800年 - 紀元前4500年）では、大きな集落を中心に運河網が広く張り巡らされるようになった様が見て取れる。チョガ・マミ（Choga Mami, 紀元前4700年 - 紀元前4600年）では灌漑農業の跡が発見されており、この時期開発された灌漑手法は速やかに各地に広がった。
ウバイド3期および4期（紀元前4500年 - 紀元前4000年）では急速な都市化が見られ、文化の範囲も東方のザグロス山脈方向、南方のカタール等ペルシア湾岸方向、北方のメソポタミア北部方向へと伸び、北ではハラフ文化に置き換わっていった。またウバイド文化の遺物は地中海沿いのシリアなどでも見つかっており、交易網が伸展していたことがわかる。
アラビア半島東部やオマーンでの考古学調査では、ウバイド期は紀元前3800年ごろに急激に終焉を迎えたと見られている。この時期は湖水面の低下、砂丘の活動開始などの直後にあたり、乾燥の広がりによって人間の活動が不可能になったと見られる。これ以後1000年にわたり、アラビア東部では人間の活動を示す遺跡などは見つかっていない。

## 特徴

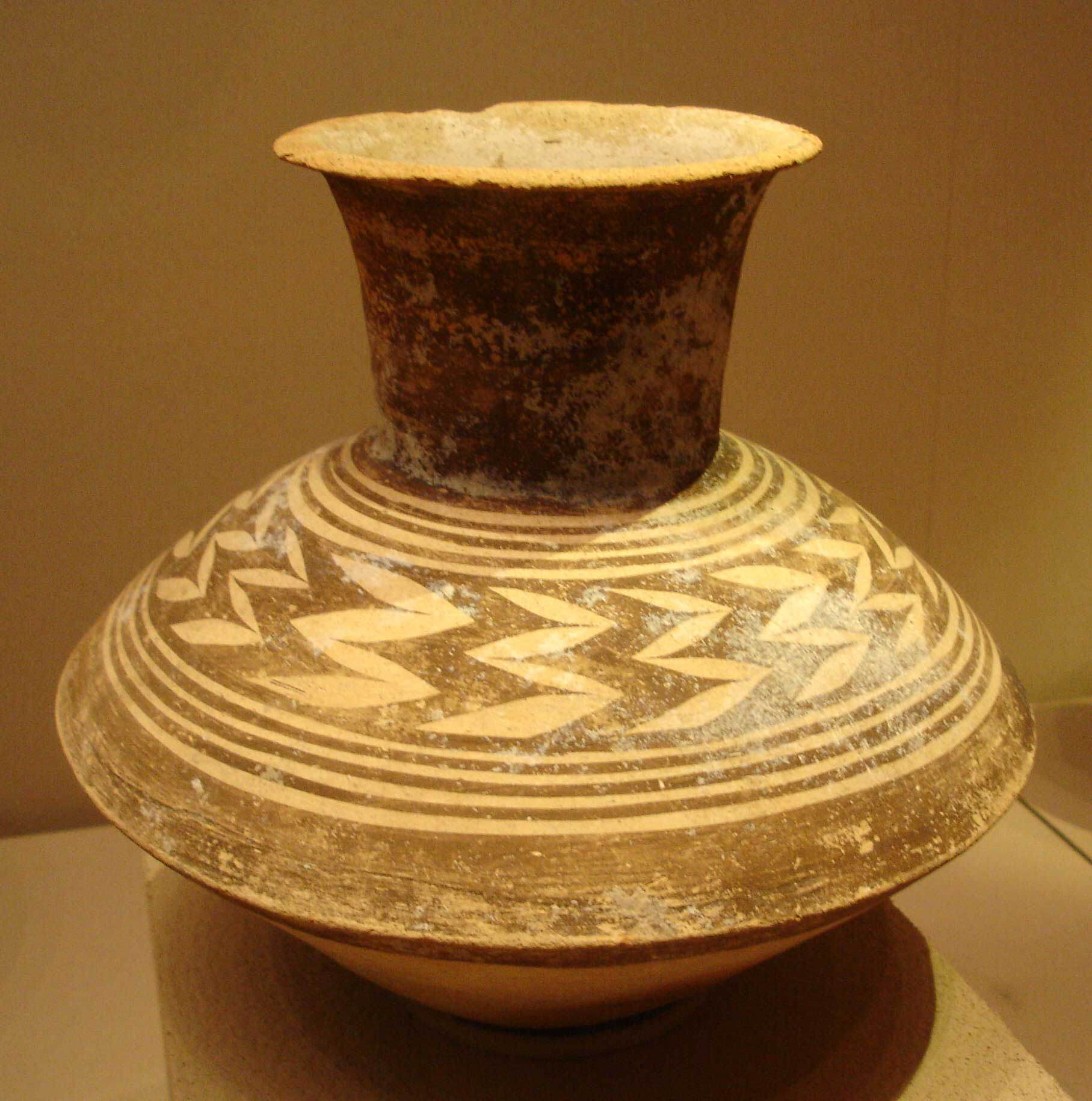
ウバイド文化後期の土器（ボストン美術館所蔵）

ウバイド文化の集落は、大きな規模の村落、部屋が複数ある長方形の泥レンガ造りの家々などを特徴とする。この時期、神殿など公的な施設がメソポタミアで最初に登場し、10ヘクタール以上の面積の大きな集落を1ヘクタール以下の小さな集落多数が取り囲むという集権的な集落の構造が現れている。
この文化特有の土器は、黒や褐色で幾何学模様を彩色された、黄褐色や緑がかった色の彩色土器である。北部では石器も見つかっているが、南部では石が少ないため、葦や草をやり取るための鎌も火で硬く焼いた土器で作られている。
ウバイド期（紀元前5000年 - 紀元前4000年）は都市化の始まりの時期にあたる。農業や家畜の飼育が定住性の集落で広く行われ、北はアナトリア、南はザグロス山脈に至るまで動物の飼育の試みがみられる。

## 社会
墓地の副葬品の分析に基づけば、ウバイド期は社会階層の形成や分極化が進み、平等が失われていった時期にあたる。Bogucki はこの時期を平等主義の後の社会（Trans-egalitarian）と呼び、家族同士が競争を行い、中には下方に向かう社会的動きの結果落伍していった家族もあったと考えられる。Morton Fried と Elman Service は、ウバイド文化では世襲の首長などのエリート階層が勃興したという仮説を立てる。彼らはおそらく神殿や穀倉の管理によって結び付けられた同族集団の頭にあたり、集団間の紛争の調停や、社会秩序の維持に責任を持っていたと見られる。集団の様々なまとめ方、たとえばThorkild Jacobsen が原始民主制と呼んだ、同等の地位の人々の集まりで紛争を解決していたような方法が、共同体の必要をもはや有効に満たせなくなったと考えられる。
ウバイド文化はメソポタミアの最南部に発生したが、これに先立ちメソポタミア中部に誕生していた文化とも明らかな繋がりがあった。ウバイド人がどこからやってきたかについては、シュメール人の起源とシュメール文明の起源を巡る問題にもかかわっている。起源がどこであれ、この人々は三つの社会集団によって構成されていた。穀物や家畜といった北メソポタミアで開発された農産物を作る農民、家畜を追ってテントで暮らす遊牧民、葦で作った家で暮らす漁労民である。
Stein と Özbal は、ウバイド文化の拡大で形成された、中東のエクメーネ（人の住む地域）を、ウルク文化後期の植民地主義的拡大と対照的なものとみなす。異なった地域を比較した文脈分析によれば、ウバイド文化の拡張はイデオロギーの平和的な拡散により達成されたものであり、ウバイド文化の物質的な成果は各地の人々が自分たちの文化に適用し変容させていった。

## 発掘
標式遺跡であるテル・アル＝ウバイドは比較的小さな遺跡である。遺丘の大きさは南北500メートル、東西300メートルで、地表から2メートルほど盛り上がっていた。遺物の多くはウバイド期のものであったが、遺丘の最上部には初期王朝時代の神殿が建っていた。この遺跡は1919年に大英博物館のヘンリー・ホール（Henry Hall）が発掘を開始した。1923年から1924年にはウルの発掘を行っていたレオナード・ウーリーが発掘を手がけ、1937年にイギリスのセトン・ロイドやシカゴ大学東洋研究所の Pinhas Delougaz が発掘した。遺跡の下層部は多数のウバイド期の土器とそれに関係する窯が見つかり、墓地や、ジェムデト・ナスル文化の遺物も見つかっている。遺跡上部のニンフルサグ神殿は、バグダード近郊のハファージャ遺跡（Khafajah, 古代のトゥトゥブの跡）同様、楕円形をなしており、神殿の周囲の壁はウル第三王朝のシュルギ王が建てたものである。クウェートではウル第三王朝期の帆走に使われた遺物が発掘されており、この時期には帆船も存在したと考えられる。

## 英語版参考文献
- Harriet P. Martin, The Early Dynastic Cemetery at al-'Ubaid, a Re-Evaluation, Iraq, vol. 44, no. 2, pp. 145-185, 1982
- A.M.T Moore, Pottery Kiln Sites at Al'Ubaid and Eridu, Iraq, vol 64,  pp. 69-77, 2002
- Bogucki, Peter (1990). The Origins of Human Society. Malden, MA: Blackwell. ISBN 1577181123
- Charvát, Petr (2002). Mesopotamia Before History. London, New York: Routledge. ISBN 0415251044.
- Mellaart, James (1975). The Neolithic of the Near East. New York: Scribner. ISBN 0684144832
- Nissen, Hans J. (1990). The Early History of the Ancient Near East, 9000–2000 B.C.. Chicago: University of Chicago Press. ISBN 0226586588